# Cabeçuts d'Olot

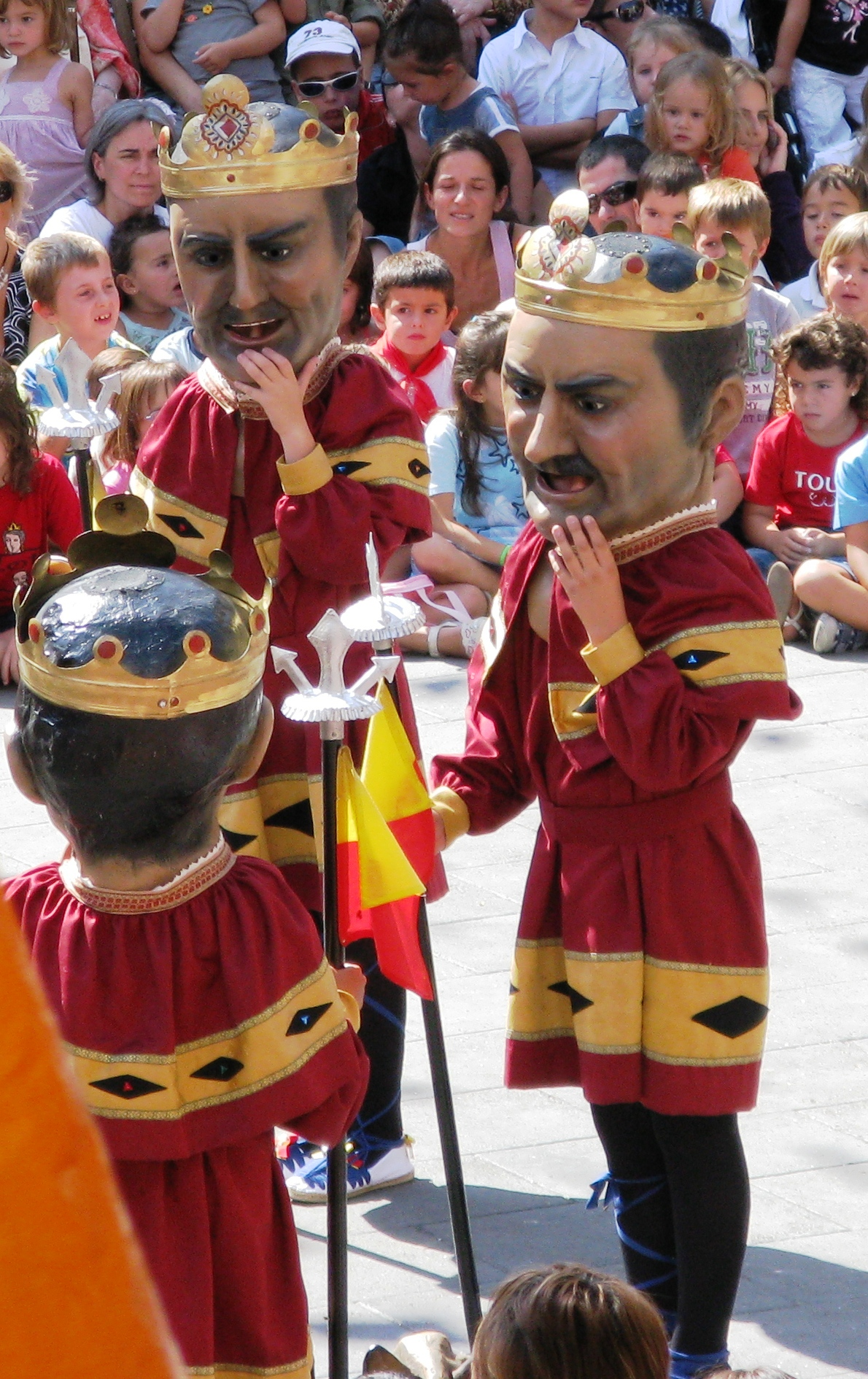
Els Cabeçuts d'Olot

Els Cabeçuts d'Olot formen part del Seguici Festiu de la ciutat d'Olot.
Els Cabeçuts d'Olot van sortir per primera vegada el 1902, però en el programa de les Festes del Tura de 1859, el primer que es conserva, s'anuncia un ball de nans i en el de 1864, el segon conservat, ja no s'esmenta. La següent notícia és ja la seva estrena, el 1902, tot i que sembla que Francesc Estorch només va fer els treballs de restauració d'uns cabeçuts que ja existien.
L'any 1991, El Arte Cristiano en va fer una còpia en fibra de vidre. El 1997 van estrenar uns nous vestits, còpia dels models que duien en la dècada de 1960, confeccionats per Teresa de Bodas, qui es basà en documentació gràfica de l'època. També en aquests darrers anys han estrenat unes llances noves. Es tracta de nou caps, tots de diferents mides, amb uns trets facials molt marcats i tots diferents, que marxen aparellats després del capità. Els caps de fila són els més grossos i en va disminuint la grandària a mesura que tirem enrere. Surten només per les Festes del Tura i dansen per parelles - excepte el capità - dos balls, el vell i el nou, amb la mateixa música, composta per Joan Casanovas, músic i director de l'antiga Banda Municipal d'Olot. En el primer, es col·loquen encarats en dues fileres mentre el capità passa per entremig fent ziga-zagues i després passa per la part exterior; en el segon, els Cabeçuts es posen en rodona i el capità al mig.